# 孟加拉鴇
孟加拉鴇（學名：Eupodotis bengalensis）是鴇科孟加拉鴇屬下的單型種，有兩個分隔開的種群。其种加词“bengalensis ”意为“孟加拉的”。